# Bregi Zabočki
Bregi Zabočki bili su naselje u Republici Hrvatskoj u sastavu Grada Zaboka, Krapinsko-zagorska županija. Do 2010. godine vodili su se kao samostalno naselje, a onda su podijeljeni na Brege Zabočke Donje i Brege Zabočke Gornje, no potonje je naselje poslije priključeno naselju Zabok.

## Stanovništvo
Prema popisu stanovništva iz 2001. godine, naselje je imalo 229 stanovnika te 69 obiteljskih kućanstava.
| broj stanovnika | 233   | 271   | 303   | 315   | 321   | 355   | 335   | 292   | 364   | 352   | 377   | 322   | 282   | 260   | 229   | 257   |
|                 | 1857. | 1869. | 1880. | 1890. | 1900. | 1910. | 1921. | 1931. | 1948. | 1953. | 1961. | 1971. | 1981. | 1991. | 2001. | 2011. |